# Енгельберт Дольфус
Е́нгельберт До́льфус (нім. Engelbert Dollfuß Німецька: [ˈɛŋəlbɛɐ̯t ˈdɔlfus]; 4 жовтня 1892 Тексінг, Нижня Австрія — 25 липня 1934, Відень, Австрія) — австрійський політичний діяч, лідер Християнсько-соціальної партії. Канцлер Австрії (1932—1934), прихильник незалежності Австрії. Вбитий прихильниками аншлюсу з гітлерівською Німеччиною.
Один із найменших на зріст відомих державних очільників у світі: зріст — 1,48 метра.

## Біографія
Народився 4 жовтня 1892 року в Тексінгу, Нижня Австрія. У 1927 році заснував Сільськогосподарську палату Нижньої Австрії. Став міністром сільського господарства Австрії.
1932 року став канцлером і міністром іноземних справ Австрії. Активно протидіяв політиці аншлюсу, що проводив Гітлер. Дольфуса приваблював італійський фашизм, і у своїй боротьбі з Гітлером він заручився підтримкою Італії.
1933 року Дольфус забороняє австрійську нацистську партію. Муссоліні також радив йому заборонити і ліві партії. Дольфус встановлює в країні однопартійний режим.

## Повстання в Відні
Криза 1929—1933 років призвела до збідніння населення. Це викликало незадоволення, особливо у лівих. 12 лютого 1934 соціалісти та анархісти підняли повстання в Лінці, яке того ж дня поширилося й на Відень. Урядові війська й загони самооборони Хеймвер націлили артилерію на робочі квартали, щоб налякати повсталих. Але відбулася перестрілка, у якій загинуло близько 1000 осіб. У травні 1934 року було прийнято нову конституцію.

## Убивство
Австрійські нацисти, яких підтримував Берлін, почали масовий терор і саботаж, вбивали чи били прихильників Дольфуса. Раніше вислані нацисти почали повертатись. Очільниками змовників були Артур Зейсс-Інкварт, Ернст Кальтенбруннер і Оділо Глобочник.
25 липня 1934 року 154 члени 89-го штандарту СС, перевдягнені в однострої австрійської армії, увірвалися до федеральної канцелярії й застрелили Дольфуса пострілом у горло з відстані у пів метра. За кілька кварталів звідти інші нацисти захопили радіостанції й оголосили про те, що Дольфус пішов у відставку. Проте змовники діяли невміло й урядовим військам на чолі з міністром юстиції Куртом фон Шушнігом вдалося придушити заколот. А коли Муссоліні висунув 4 дивізії на перевал Бреннер, Гітлер відмовився від планів захопити Австрію.
Після смерті Дольфуса влада перейшла до його заступника доктора Курта фон Шушніга, теж прихильника незалежності Австрії. Спираючись на «Вітчизняний фронт» (фашистську організацію, створену Дольфусом у 1933 році), новий канцлер спробував зміцнити державу, але досягти оздоровлення економіки йому не вдалося.

## Нагороди
- Хрест «За військові заслуги» (Австро-Угорщина) 3-го класу з мечами і військовою відзнакою
- Медаль «За військові заслуги» (Австро-Угорщина) з мечами — нагороджений двічі
- Медаль за хоробрість (Австро-Угорщина)
- Військовий Хрест Карла — нагороджений двічі
- Медаль «За поранення» (Австро-Угорщина)
- Пам'ятна військова медаль (Австрія) з мечами
- Орден Христа, великий хрест (Португалія)